# Esteve Rabat

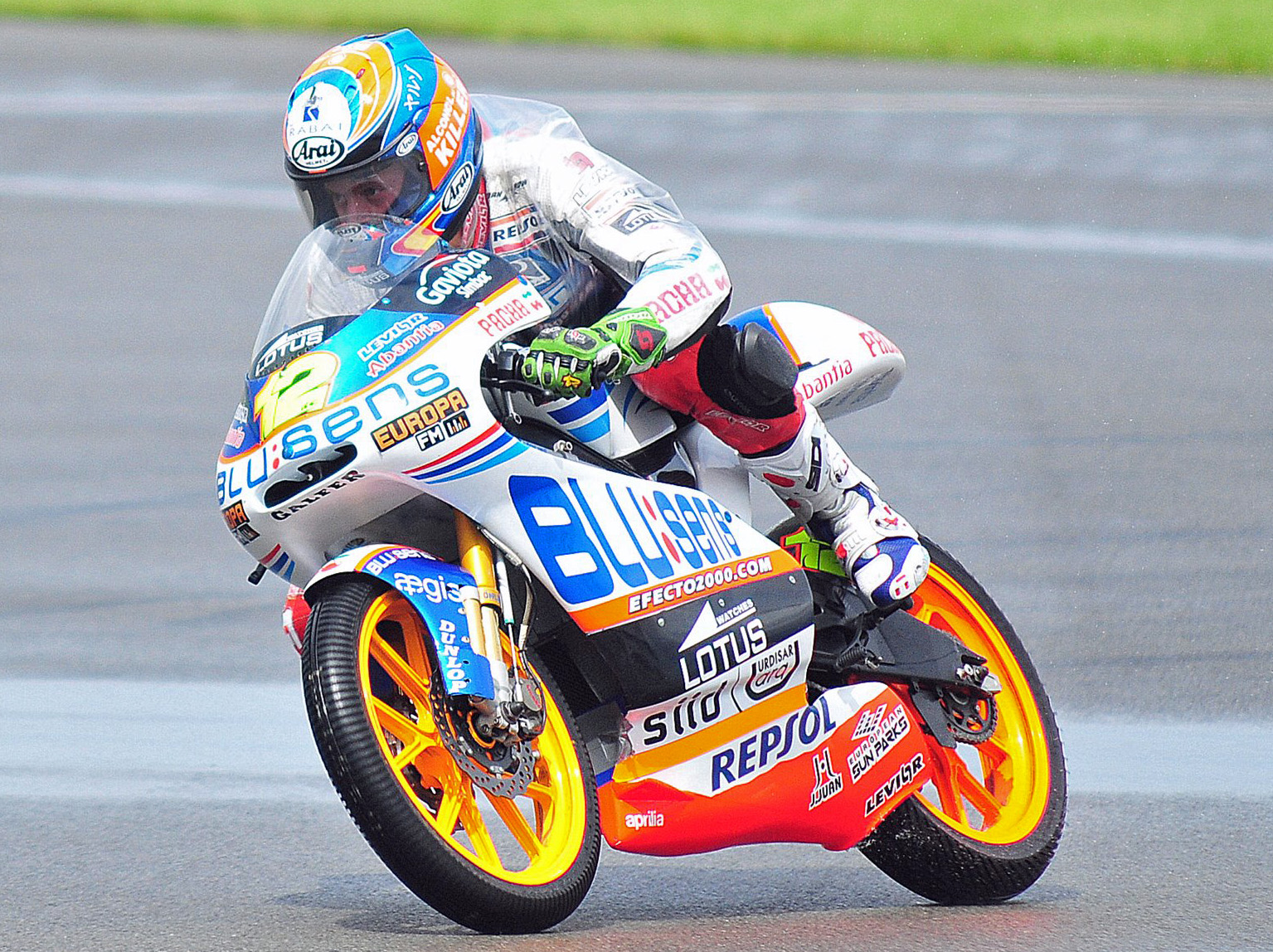
Esteve Rabat

Esteve "Tito" Rabat Bergada, född 25 maj 1989 i Barcelona i Katalonien, är en spansk roadracingförare som sedan 2005 tävlar i världsmästerskapen i Grand Prix Roadracing. Han blev världsmästare i Moto2 säsongen 2014. Tito Rabat kör från 2016 i högsta klassen MotoGP.

## Tävlingskarriär
Tito Rabat blev tvåa i spanska 125cc-mästerskapen 2005 och  körde sitt första VM-lopp samma år som en wildcardförare i Valencias GP. Han har sedan 2006 haft en ordinarie plats i starlistan. 2007 körde han för Repsol Hondas 125GP-team och tog sin första pallplats med tredjeplatsen i Kinas Grand Prix. Han fortsatte hos Repsol (med KTM-motorcykel) 2008 med 15-åringen Marc Márquez som stallkamrat. 2009 och 2010 körde han för Blusens-STX på en Aprilia och fortsatte 2011 i samma team, men i den större Moto2-klassen. 2012 bytte han till Sito Pons stall Tuenti Movil HP 40 som han fortsatte att köra för i Roadracing-VM 2013. Han tog sin första seger 5 maj 2013 i Spaniens Grand Prix på Jerezbanan. Efter ytterligare två segrar och totalt sju pallplatser blev Rabat trea i VM. Till Roadracing-VM 2014 bytte han stall till Marc VDS Racing Team. Rabat tog en tidig VM-ledning som minskade efter hand när stallkamraten Mika Kallio började placera sig före Rabat. Efter Kallios seger i Indianapolis Grand Prix var Rabats ledning blott 6 poäng, men han tog sedan tre raka Grand Prix-segrar med Kallio som tvåa och placerade sig även före Kallio i de tre följande racen. När Rabat kom trea i Malaysias Grand Prix, säsongens näst sista, var världsmästartiteln klar.
Rabat fortsatte i Moto2 med Marc VDS Roadracing-VM 2015. En svag start på säsongen följd av nyckelbensbrott och armbrott gjorde att han inte kunde vara med i kampen om VM-titeln. Rabat tog dock tre Grand Prix-segrar och blev trea i VM. 
Roadracing-VM 2016 tog Rabat steget upp i MotoGP. Han fortsatte hos Marc VDS på en Honda. Rabat hade stora problem att anpassa sig till Hondas MotoGP-motorcykeln och resultaten uteblev. Han kom på 21:a plats i VM. Rabat vann priste för bästa nykomling, Rookie of the Year. Det underlättades av att han var den enda nykomlingen 2016. Rabat fortsatte hos Marc VDS Honda 2017. Det blev ytterligare en tung säsong och en 19:e plats i VM. Till Roadracing-VM 2018 bytte Rabat stall till Avintia Racing där han körde en  motorcykel av fabrikat Ducati. Det gick bättre för Rabat på Ducatin. Efter 11 av 19 Grand Prix låg han på 14:e plats i VM. En allvarlig benskada erhållen på träningen inför Storbritanniens GP gjorde dock att han inte kunde tävla mer 2018 och slutade på 19:e plats i VM. Rabat fortsatte hos Avintia Racing 2019 och 2020.

### VM-säsonger
| Säsong | Klass  | VM- plac. | Poäng | 1/2/3- plac. | Starter | Motorcykel | Team                 | Startnr |
| ------ | ------ | --------- | ----- | ------------ | ------- | ---------- | -------------------- | ------- |
| 2005   | 125GP  | -         | 0     | - / - / -    | 1       | Honda      | Wurth Honda BQR      | 59      |
| 2006   | 125GP  | 23        | 11    | - / - / -    | 11      | Honda      | Wurth Honda BQR      | 34      |
| 2007   | 125GP  | 11        | 74    | - / - / 1    | 15      | Honda      | Repsol Honda 125cc   | 12      |
| 2008   | 125GP  | 14        | 49    | - / - / -    | 16      | KTM        | Repsol KTM 125cc     | 12      |
| 2009   | 125GP  | 18        | 37    | - / - / -    | 16      | Aprilia    | Blusens Aprilia      | 12      |
| 2010   | 125GP  | 6         | 147   | - / - / 2    | 17      | Aprilia    | Blusens-STX          | 12      |
| 2011   | Moto2  | 10        | 79    | - / - / 1    | 17      | FTR        | Blusens-STX          | 34      |
| 2012   | Moto2  | 7         | 114   | - / - / 1    | 17      | Kalex      | Pons 40 HP Tuenti    | 80      |
| 2013   | Moto2  | 3         | 215   | 3 / 3 / 1    | 16      | Kalex      | Tuenti HP 40         | 80      |
| 2014   | Moto2  | 1         | 346   | 7 / 3 / 4    | 18      | Kalex      | Marc VDS Racing Team | 53      |
| 2015   | Moto2  | 3         | 231   | 3 / 4 / 3    | 15      | Kalex      | Marc VDS Racing Team | 1       |
| 2016   | MotoGP | 21        | 29    | - / - / -    | 17      | Honda      | Marc VDS Racing Team | 53      |
| 2017   | MotoGP | 19        | 35    | - / - / -    | 18      | Honda      | Marc VDS Racing Team | 53      |
| 2018   | MotoGP | 19        | 35    | - / - / -    | 11      | Ducati     | Reale Avintia Racing | 53      |
| 2019   | MotoGP | 20        | 23    | - / - / -    | 17      | Ducati     | Reale Avintia Racing | 53      |
| 2020   | MotoGP |           |       |              |         | Ducati     | Reale Avintia Racing | 53      |

## Framskjutna placeringar
Uppdaterad till 2018-12-31.
| Nr | Grand Prix     | År   |
| -- | -------------- | ---- |
| 1  | Spanien        | 2013 |
| 2  | Indianapolis   | 2013 |
| 3  | Malaysia       | 2013 |
| 4  | Qatar          | 2014 |
| 5  | Argentina      | 2014 |
| 6  | Italien        | 2014 |
| 7  | Katalonien     | 2014 |
| 8  | Tjeckien       | 2014 |
| 9  | Storbritannien | 2014 |
| 10 | San Marino     | 2014 |
| 11 | Italien        | 2015 |
| 12 | Aragonien      | 2015 |
| 13 | Valencia       | 2015 |

| Nr | Grand Prix | År   |
| -- | ---------- | ---- |
| 1  | Amerika    | 2013 |
| 2  | Katalonien | 2013 |
| 3  | Aragonien  | 2013 |
| 4  | Amerika    | 2014 |
| 5  | Aragonien  | 2014 |
| 6  | Valencia   | 2014 |
| 7  | Frankrike  | 2015 |
| 8  | TT Assen   | 2015 |
| 9  | Tjeckien   | 2015 |
| 10 | San Marino | 2015 |

| Nr | Grand Prix     | År   |
| -- | -------------- | ---- |
| 1  | Indianapolis   | 2011 |
| 2  | Japan          | 2012 |
| 3  | San Marino     | 2013 |
| 4  | Frankrike      | 2014 |
| 5  | Japan          | 2014 |
| 6  | Australien     | 2014 |
| 7  | Malaysia       | 2014 |
| 8  | Spanien        | 2015 |
| 9  | Katalonien     | 2015 |
| 10 | Storbritannien | 2015 |

| \| Nr \| Grand Prix \| År \| \| -- \| ---------- \| ---- \| \| 1 \| Kina \| 2007 \| \| 2 \| Spanien \| 2010 \| \| 3 \| Tjeckien \| 2010 \| |            |      |
| Nr | Grand Prix | År   |
| 1 | Kina       | 2007 |
| 2 | Spanien    | 2010 |
| 3 | Tjeckien   | 2010 |